# زبيناوي
فطر الزبيناوي (الاسم العلمي: Antennularia) هو جنس من الفطريات يتبع الفصيلة الفنتورية من رتبة البوغيانيات.